# 453 f.Kr.

## Händelser

### Efter plats

#### Grekland
- Atens härskare Perikles ger generösa löner till alla atenska medborgare som tjänar som jurymedlemmar i Heliaia (Atens högsta domstol).
- Staden Akaia på Korinthiska vikens södra strand blir medlem av vad som kallas för det atenska riket. Det attiska sjöförbundet har nämligen bytt form från en allians till ett rike, som tydligt står under Atens ledning.

#### Kina
- Den kinesiska staden Jinyang intas och blir kraftigt plundrad efter slaget vid Jinyang, där staterna Jins, Zhaos, Zhis, Weis and Hans mäktigaste familjer kämpar. Wei och Han byter sida, för att gå samman med Zhao och eliminera Zhiätten.